# 稻葉地一家
十代目稻葉地一家位於名古屋市中村區的本部設置，日本的指定暴力團之・六代目山口組旗下的3次團體；所屬上部團體 二代目弘道會。 稻葉地一家旗下18團體。

## 略年表
- 1882年賭徒・富田善七去世、富田的舍弟・村上甚之助以「稲葉地一家」繼承。
- 1964年11月 第4代總裁・上條義夫、二代目本多會會長・平田勝市（後大日本平和會會長）、松葉會會長・藤田卯一郎、二代目中島會會長・圖越利一（後三代目會津小鐵會總裁）、直嶋義友會會長・山田祐作、藤原會會長・藤原秋夫、中泉一家第6代總長・播磨福策等7人以五分交盃（兄弟）。
- 1979年2月 旗下鬼木組（組長・鬼木賢緒）進駐大阪、名古屋與三代目山口組 壹會 西条組發生對立。
- 1981年9月 與三代目山口組 弘田組（組長・弘田武志）發生對立。
- 1986年 稻葉地一家、愛知的瀨戶一家第9代、導友會、平野家一家、運命共同會計5團體共組親睦組織「中京五社會」。
- 1991年 中京五社會消滅。
- 1991年 本部長・中村英昭與五代目山口組 弘道會若頭・高山清司（高山組組長）交盃結為義兄弟。
- 1992年 中村英昭繼承第9代總裁。
- 1997年12月 中村加入五代目山口組旗下弘道會擔任相談役。
- 2005年春 中村升任為若頭。
- 2005年  中村就任弘道會舍弟頭。

## 歴代總裁
- 初代：村上甚之助
- 2代：今津藤三郎
- 3代：今枝政五郎
- 4代：上條義夫
- 5代：中村真人
- 6代：伊藤信男
- 7代：鬼木賢緒
- 8代：池田憲一
- 9代：中村英昭
- 10代：松山 猛

## 最高幹部
- 總長・松山 猛